# Roëzé-sur-Sarthe
Roëzé-sur-Sarthe (bis 30. Dezember 2021 Roézé-sur-Sarthe) ist eine französische Gemeinde mit 2.546 Einwohnern (Stand: 1. Januar 2022) im Département Sarthe in der Region Pays de la Loire. Sie gehört zum Arrondissement La Flèche und zum Kanton La Suze-sur-Sarthe. Die Einwohner werden Roizéens genannt.

## Geographie
Roëzé-sur-Sarthe liegt am Fluss Sarthe, an der Einmündung der Orne Champenoise von rechts und des Fessard von links. Umgeben wird Roëzé-sur-Sarthe von den Nachbargemeinden Louplande im Norden, Voivres-lès-le-Mans im Norden und Nordosten, Fillé im Osten, Guécélard im Südosten, Parigné-le-Pôlin im Süden und Südosten, Cérans-Foulletourte im Süden, La Suze-sur-Sarthe im Westen sowie Chemiré-le-Gaudin im Nordwesten.

## Bevölkerungsentwicklung
| Jahr      | 1962 | 1968 | 1975 | 1982 | 1990 | 1999 | 2006 | 2012 | 2018 |
| Einwohner | 1132 | 1252 | 1616 | 1866 | 1903 | 2327 | 2587 | 2774 | 2620 |

## Sehenswürdigkeiten
- Kirche Saint-Pierre-et-Saint-Paul aus dem 11. Jahrhundert mit Umbauten aus dem 13. und 19. Jahrhundert
- Kapelle Saint-Martin aus dem 12. Jahrhundert, umgebaut im 19. Jahrhundert
- Hospiz Sainte-Anne
- Haus La Beunêche aus dem 16. Jahrhundert, Monument historique seit 1950
- Brücke über die Sarthe

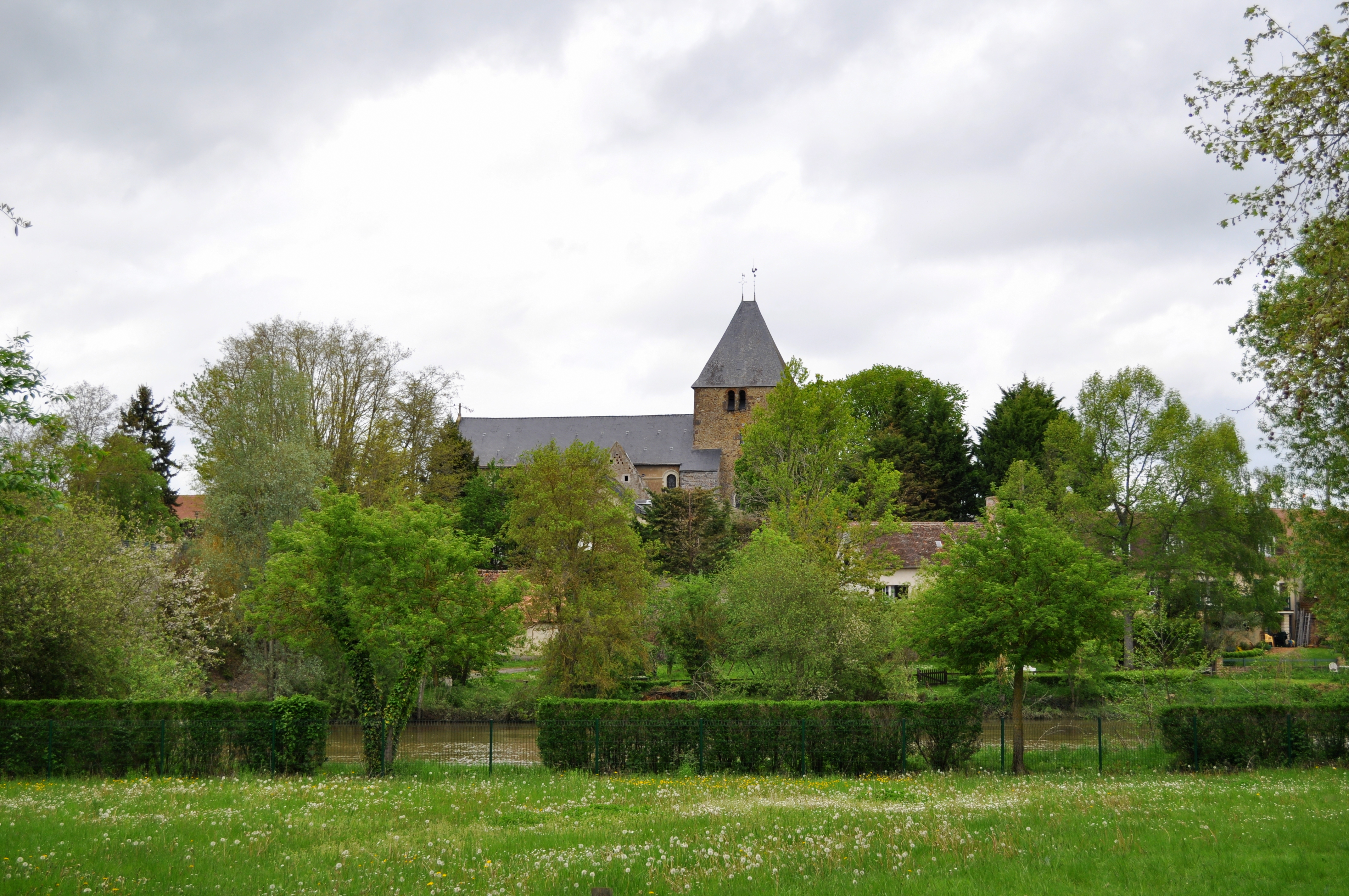
Blick auf Roëzé-sur-Sarthe
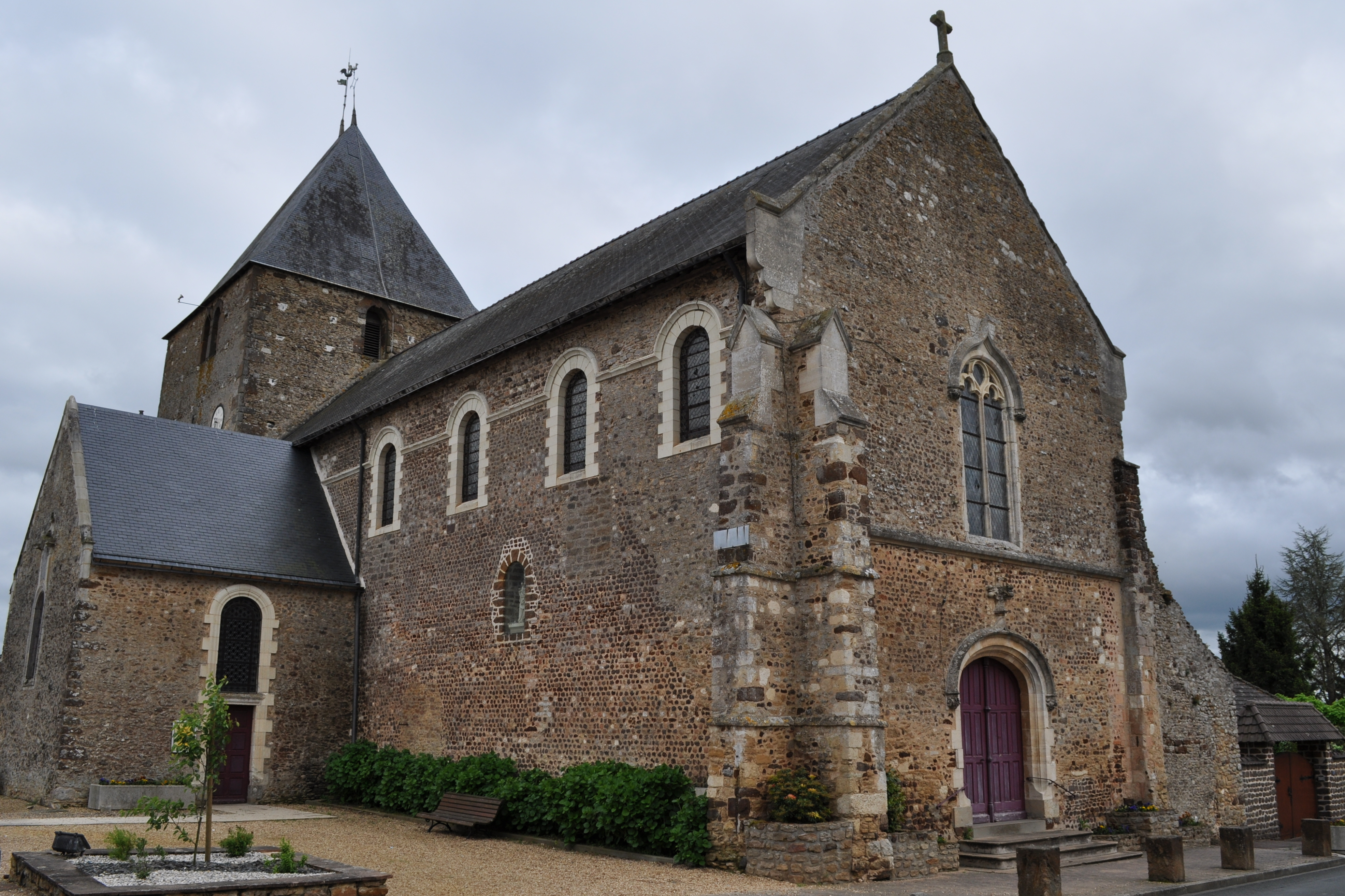
Kirche Saint-Pierre-et-Saint-Paul
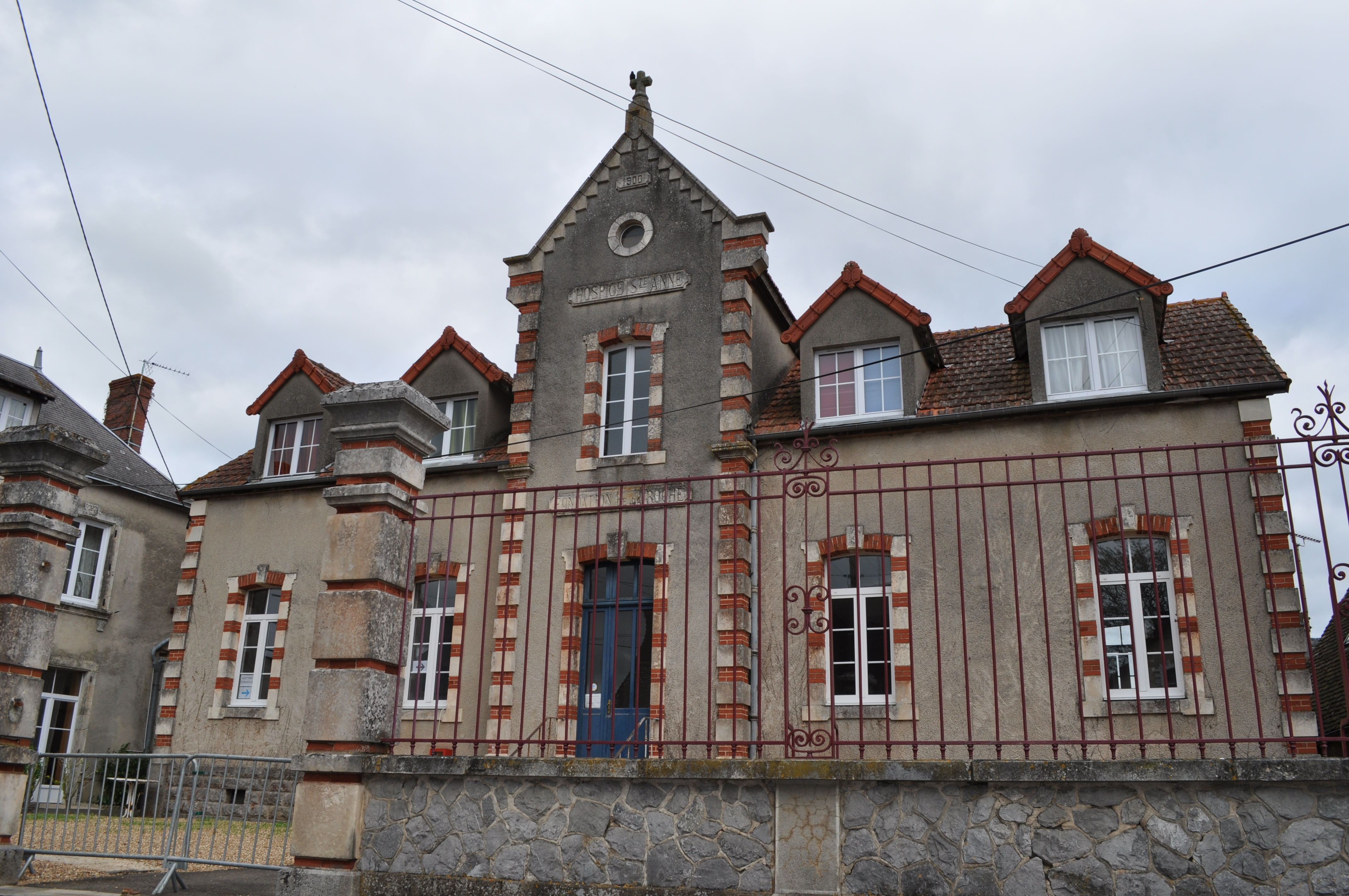
Hospiz Sainte-Anne

## Gemeindepartnerschaft
Mit der britischen Gemeinde Woodhall Spa in Lincolnshire (England) besteht eine Partnerschaft.

## Nachweise
1. ↑  Décret no 2021-1921 du 30 décembre 2021 portant changement du nom de communes , www.legifrance.gouv.fr, abgerufen am 20. Januar 2022